# Edna Kiplagat
Edna Ngeringwony Kiplagat (* 15. September 1979 oder 15. November 1979 in Burnt Forest, Uasin Gishu County) ist eine kenianische Langstreckenläuferin, die sich auf Straßenläufe spezialisiert hat.

## Karriere
Bei Leichtathletik-Juniorenweltmeisterschaften gewann sie über 3000 Meter 1996 Silber und 1998 Bronze.
Im Juniorinnenrennen der Crosslauf-Weltmeisterschaften 1996 in Stellenbosch wurde sie Fünfte und bei den Crosslauf-Weltmeisterschaften 1997 in Turin Vierte. Beide Male siegte sie mit der kenianischen Mannschaft in der Nationenwertung.
Im Dezember 2005 startete sie erstmals über die 42,195-km-Distanz, wurde aber beim Las-Vegas-Marathon lediglich Zehnte in 2:50:20 h.
Mit mehr Erfolg startete sie in den folgenden zwei Jahren auf kürzeren Strecken: 2006 gewann sie den Virginia-Beach-Halbmarathon und wurde jeweils Zweite beim Philadelphia-Halbmarathon und beim San-José-Halbmarathon.
2007 siegte sie bei Bay to Breakers, verteidigte ihren Titel in Virginia Beach und wurde Dritte in Philadelphia.

### Mutterschaft 2009
2010 kehrte sie nach einer Babypause ins Wettkampfgeschehen zurück. Im Frühjahr gewann sie den Los-Angeles-Marathon. Auf der wegen ihres Gefälles nicht bestenlistentauglichen Strecke erzielte sie eine Zeit von 2:25:38 h und sicherte sich eine Sonderprämie von 100.000 US-$, da sie vor dem Sieger des 18:47 min später gestarteten Männerfeldes im Ziel eintraf.
Der Vorsprung am Start ergab sich aus der Differenz der jeweiligen Streckenrekorde bei den Männern und bei den Frauen. Einem zweiten Platz beim Freihofer’s Run for Women folgte der Sieg beim Boilermaker Road Race.
Beim Beach to Beacon 10K und beim Falmouth Road Race wurde sie jeweils Dritte. Im Herbst krönte sie die Saison mit einem Sieg beim New-York-City-Marathon in einer Zeit von 2:28:20 h.

### Weltmeisterschaften 2011
2011 wurde sie beim New-York-City-Halbmarathon in persönlicher Bestleistung von 1:09:00 h Zweite. Beim London-Marathon belegte sie den dritten Platz und steigerte ihre Bestzeit deutlich auf 2:20:46 h.
Bei den Weltmeisterschaften 2011 in Daegu gewann sie das Marathonrennen in einer Zeit von 2:28:43 h vor ihren Landsfrauen Priscah Jeptoo und Sharon Jemutai Cherop.
Im Jahr darauf qualifizierte sich die 1,62 m große Sportlerin mit einem zweiten Platz beim London-Marathon, bei dem sie die Strecke in 2:19:50 h bewältigte, für die Olympischen Spiele 2012 in London und belegte im dortigen olympischen Marathonwettbewerb den 20. Platz.
Zuvor gewann sie bereits den New York Mini 10K.

### Weltmeisterschaften 2013
Bei den Leichtathletik-Weltmeisterschaften 2013 in Moskau gelang es ihr als erster Frau, den WM-Titel im Marathon zu verteidigen.
2014 gewann sie den London-Marathon mit einer Zeit von 2:20:21 h. Im Juni gewann sie den Halbmarathon in Olmütz in 1:08:53 h und am 5. Oktober 2014 in 1:07:57 h den Great Scottish Run.
2015 wiederholte sie ihren Erfolg aus dem letzten Jahr beim Great Scottish Run.
Im April 2017 konnte sie den mit ihrer Siegerzeit von 2:21:52 h den Boston-Marathon gewinnen.

### Persönliches
Edna Ngeringwony Kiplagat wird von ihrem Ehemann Gilbert Cheruiyot Koech, selbst ein erfolgreicher Langstreckenläufer, trainiert und gehört dem Verein Kimbia Athletics an.
Bis 2008 gehörten beide zur KIMbia-Gruppe von Dieter Hogen. Sie ist Mutter der beiden Kinder Carlos und Wendy.

## Sportliche Erfolge
| Datum/Jahr    | Rang | Wettbewerb                                      | Austragungsort | Distanz  | Zeit     | Bemerkung                                                                                     |
| ------------- | ---- | ----------------------------------------------- | -------------- | -------- | -------- | --------------------------------------------------------------------------------------------- |
| 6. Aug. 2017  | 2    | Leichtathletik-Weltmeisterschaften 2017         | London         | Marathon | 02:27:18 | Zweite                                                                                        |
| 17. Apr. 2017 | 1    | Boston-Marathon                                 | Boston         | Marathon | 02:21:52 |                                                                                               |
| 13. Apr. 2014 | 1    | London-Marathon 2014                            | London         | Marathon | 02:20:21 |                                                                                               |
| 10. Aug. 2013 | 1    | Leichtathletik-Weltmeisterschaften 2013         | Moskau         | Marathon | 02:25:44 | Siegerin Marathon                                                                             |
| 5. Aug. 2012  | 20   | Olympische Sommerspiele 2012                    | London         | Marathon | 02:27:52 |                                                                                               |
| 9. Juni 2012  | 1    | New York Mini 10K                               | New York City  | 10 km    | 32:08    |                                                                                               |
| 22. Apr. 2012 | 2    | London-Marathon 2012                            | London         | Marathon | 02:19:50 | Zweite und mit dieser Zeit qualifiziert für einen Startplatz bei den Olympischen Spielen 2012 |
| 27. Aug. 2011 | 1    | Leichtathletik-Weltmeisterschaften 2011         | Daegu          | Marathon | 02:28:43 |                                                                                               |
| 17. Apr. 2011 | 3    | London-Marathon 2011                            | London         | Marathon | 02:20:46 |                                                                                               |
| 7. Nov. 2010  | 1    | New-York-City-Marathon                          | New York City  | Marathon | 02:28:20 |                                                                                               |
| 21. März 2010 | 1    | Los-Angeles-Marathon                            | Los Angeles    | Marathon | 02:25:38 |                                                                                               |
| 4. Dez. 2005  | 10   | Las-Vegas-Marathon                              | Las Vegas      | Marathon | 02:50:20 |                                                                                               |
| 1998          | 3    | Leichtathletik-Juniorenweltmeisterschaften 1998 | Annecy         | 3000 m   | 9:05,46  |                                                                                               |
| Aug. 1996     | 2    | Leichtathletik-Juniorenweltmeisterschaften 1996 | Sydney         | 3000 m   | 8:53,06  | Zweite über 3000 m                                                                            |

## Persönliche Bestzeiten
- 3000 m: 8:53,06 min, 22. August 1996, Sydney
- 5000 m: 15:57,3 min, 1. Juli 2006, Nairobi
- 10.000 m: 33:27,0 min, 16. Juni 2007, Nairobi
- 10-km-Straßenlauf: 31:06 min, 26. Juni 2016, Boston
- 15-km-Straßenlauf: 47:57 min, 11. Juli 2010, Utica
- Halbmarathon: 1:07:57 h, 5. Oktober 2014, Glasgow
- Marathon: 2:19:50 h, 22. April 2012, London